# Schwerin
Schwerin (IPA: [ʃveˈʁiːn]; in basso tedesco Swerin, in latino Suerina) è la capitale del Land Meclemburgo-Pomerania Anteriore. Città extracircondariale (Kreisfreie Stadt), è la seconda città per popolazione, dopo Rostock, e uno dei quattro oberzentren del suo Land. Per statuto la città riporta come denominazione il titolo di Landeshauptstadt prima del suo nome. Con una popolazione di 91 264 abitanti (2012), Schwerin è anche la più piccola capitale di Land dell'intera Germania.
La città si è espansa nel corso del tempo sulla costa occidentale e meridionale dello Schweriner See – l'omonimo lago –, e include nel proprio territorio comunale ulteriori undici laghi minori. Il punto di partenza dello sviluppo urbano è il luogo-simbolo della città, il castello di Schwerin. Il castello è stato fino al 1918 una delle residenze principali dei duchi e Gran Duchi di Meclemburgo, e dal 1990 è la sede del parlamento locale, il Landtag.

## Geografia fisica
Schwerin si trova nella porzione occidentale del Land di Meclemburgo-Pomerania Anteriore, posta lungo la costa sudoccidentale dell'omonimo Lago di Schwerin, e circondata da un ambiente boschivo e lacustre. Vi sono infatti numerosi laghi di minore dimensione all'interno e intorno alla città: il Burgsee, il Fauler See, il Grimkesee, l'Heidensee, la Große Karausche, il Lankower See, il Medeweger See, il Neumühler See, l'Ostorfer See, il Pfaffenteich e lo Ziegelsee.
I corsi d'acqua che attraversano la città sono l'Aubach, confluente, dopo aver attraversato alcuni laghi minori, nel Lago di Schwerin, ed il canale dello Stör-Wasserstraße, alimentato dal drenaggio naturale dello stesso lago, il quarto per estensione della Germania.
Gli abitanti chiamano spesso Schwerin "la città dei sette laghi e foreste". Tale denominazione risale all'epoca in cui Schwerin non aveva ancora raggiunto l'attuale espansione geografica, ed era effettivamente circondata da soli sette laghi. Le vaste foreste sono state sostituite in parte dallo sviluppo urbano, sebbene siano state conservate numerose aree verdi, in particolare lungo le rive dei laghi. Dei 130,46 km² di area urbana, ben il 28,9 per cento è rappresentato da acqua ed il 18,5 da boschi. L'altitudine della città al di sopra del livello del mare è di 38 metri sulle rive del lago di Schwerin e di 86,1 metri nel quartiere di Neumühle.

### Geologia
Schwerin si trova a nord di una morena risalente alla Glaciazione weichseliana. L'attuale conformazione è il risultato del susseguirsi di numerose fasi e stagioni del cosiddetto Stadio brandeburghese della glaciazione.

## Origini del nome

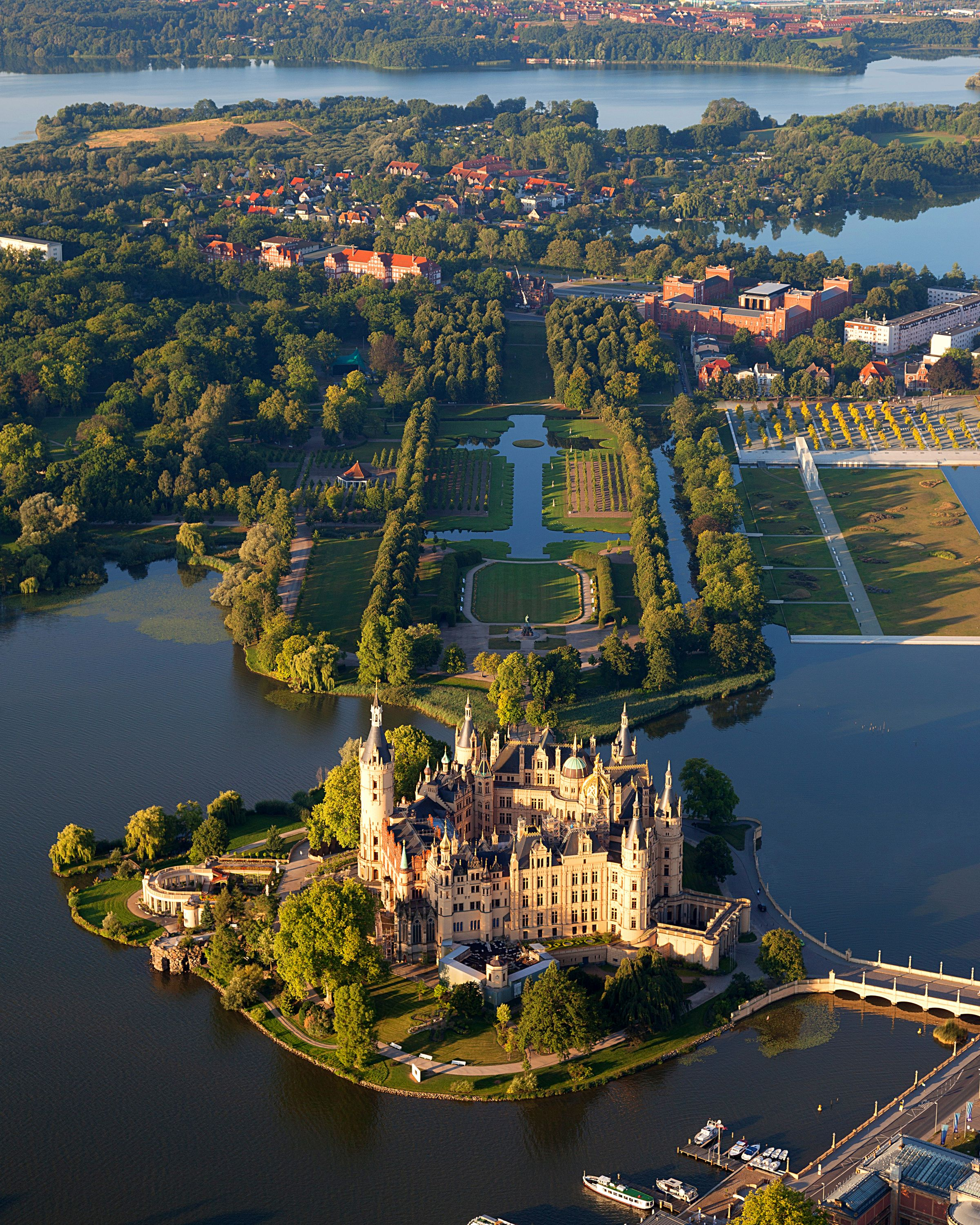

La città viene citata per la prima volta tra il 1012 ed il 1018 d.C. con il toponimo Zuarina dallo storico e vescovo Tietmaro di Merseburgo. Il cronista Helmold di Bosau la nomina nel 1170 come Zuerin, Zwerin. Gli Annali di Pöhlde citano il luogo come Zuarin (-ensis) nel 1160, mentre gli Annali di Steterburg ne parlano, nel 1174, come di Zvarin. Dal XV secolo assume la denominazione di Swerin, divenuta l'attuale Schwerin dal XVI secolo.
Il nome è associato al termine polabo zvěŕ, o zvěŕin, riconducibile grosso modo ai termini italiani "scuderia" o "allevamento". Speculazioni su una possibile riconducibilità dell'origine del toponimo al dio slavo Svarog (Swarzyn, ossia "Luogo di Svarog") non paiono confermabili.

Ciò potrebbe comunque essere semplicemente dovuto ad una scorretta interpretazione del termine altogermanico swaran ("difendere"), in seguito interpretato dagli invasori slavi come zvěŕ.
Un'altra interpretazione, proposta dal filologo e storico danese Gudmund Schütte, è che Zuarina derivi da Zuarin, il nome con cui era anticamente conosciuta la zona, e che questo a sua volta derivi dal nome della tribù germanica dei Suarines o Suardones, citata da Tacito nella sua opera Germania, che erano stanziati nella zona in epoca romana.

## Storia
Schwerin è circondata da laghi. Il più grande di essi, il Lago di Schwerin (Schweriner See), ha una superficie di 61,5 km². Nel mezzo dei laghi si trovava già nell'XI secolo un insediamento degli Obodriti - una tribù slava che faceva parte della confederazione degli Slavi polabi. Nel 1160 il principe sassone Enrico il Leone conquistò in questa zona uno dei principali insediamenti slavi degli Obodriti, menzionato già nel X secolo. La città, principalmente chiamata Zwierin (in polacco Zwierzyn), si espanse in seguito fino a diventare un potente centro regionale.
Nel 1358 Schwerin diventò parte del ducato di Meclemburgo, divenendone da quel momento la capitale. Attorno al 1500 iniziò la costruzione del Castello di Schwerin (Schweriner Schloss); fu qui che risiedevano i duchi. Dopo la divisione del Meclemburgo (1621) Schwerin divenne la capitale del Ducato di Meclemburgo-Schwerin. Tra il 1765 e il 1837 la città di Ludwigslust ne fu la capitale, prima che lo status di Schwerin venisse infine ripristinato.
Quando venne istituito il Land di Meclemburgo-Pomerania Anteriore, nel 1990, Schwerin ne divenne la capitale.

## Monumenti e luoghi d'interesse

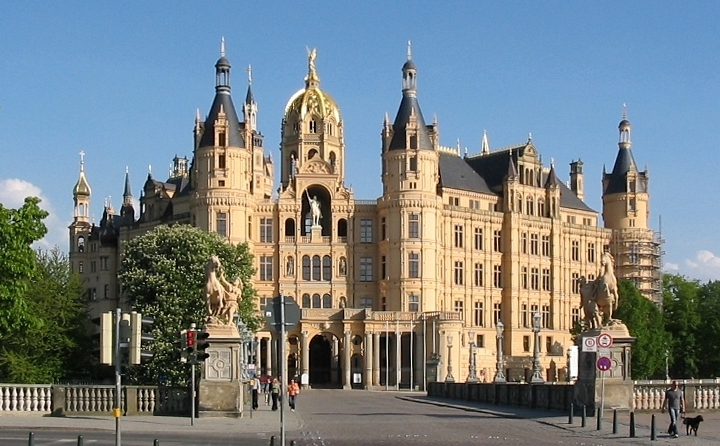
Il Castello di Schwerin

- Castello di Schwerin,  principale monumento della città, è situato su un isolotto del lago di Schwerin. Per secoli sede dei duchi del Meclemburgo, ospita oggigiorno il Landtag, il parlamento statale.
- Duomo, costruito tra il 1260 ed il 1416 in stile gotico baltico.
- Chiesa di Schelf, costruita nel 1238, fu rifatta nel 1713 dopo le distruzioni causate da una tempesta.

## Società

### Evoluzione demografica
Abitanti censiti

## Cultura

### Istruzione

#### Musei
- Staatliches Museum

## Geografia antropica
Le grandi città più vicine a Schwerin sono: Lubecca, a circa 54 km a nord-ovest; Rostock, a circa 69 km a nord-est; Amburgo, a circa 94 km ad ovest.

### Confini urbani
La città di Schwerin confina, in senso orario a partire da nord-ovest, con i seguenti Comuni(Gemeinde):
- Circondario di Parchim: Leezen e Raben Steinfeld (Amt Ostufer Schweriner See); Plate (Amt Banzkow)
- Circondario di Ludwigslust: Lübesse (Amt Ludwigslust-Land); Holthusen, Pampow, Klein Rogahn e Wittenförden (appartenenti all'Amt Stralendorf)
- Circondario del Meclemburgo Nordoccidentale: Brüsewitz, Pingelshagen, Klein Trebbow, Seehof e Lübstorf (Amt Lützow-Lübstorf)

### Suddivisione amministrativa
L'area urbana di Schwerin è, secondo statuto, diviso in 18 Ortsteile (distretti), ognuno dei quali gestito da un proprio consiglio di zona. Gli Ortsteile corrispondono a loro volta a uno o più quartieri (Stadtteilen). I consigli locali hanno, a seconda della popolazione rappresentata, tra i 5 e i 15 membri: questi sono determinati dopo ogni elezione comunale dal nuovo Consiglio comunale per la durata del mandato del consiglio stesso. I consigli locali si occupano di ascoltare le questioni riguardanti il quartiere; le decisioni finali, tuttavia, vengono prese dal Consiglio Comunale della città.

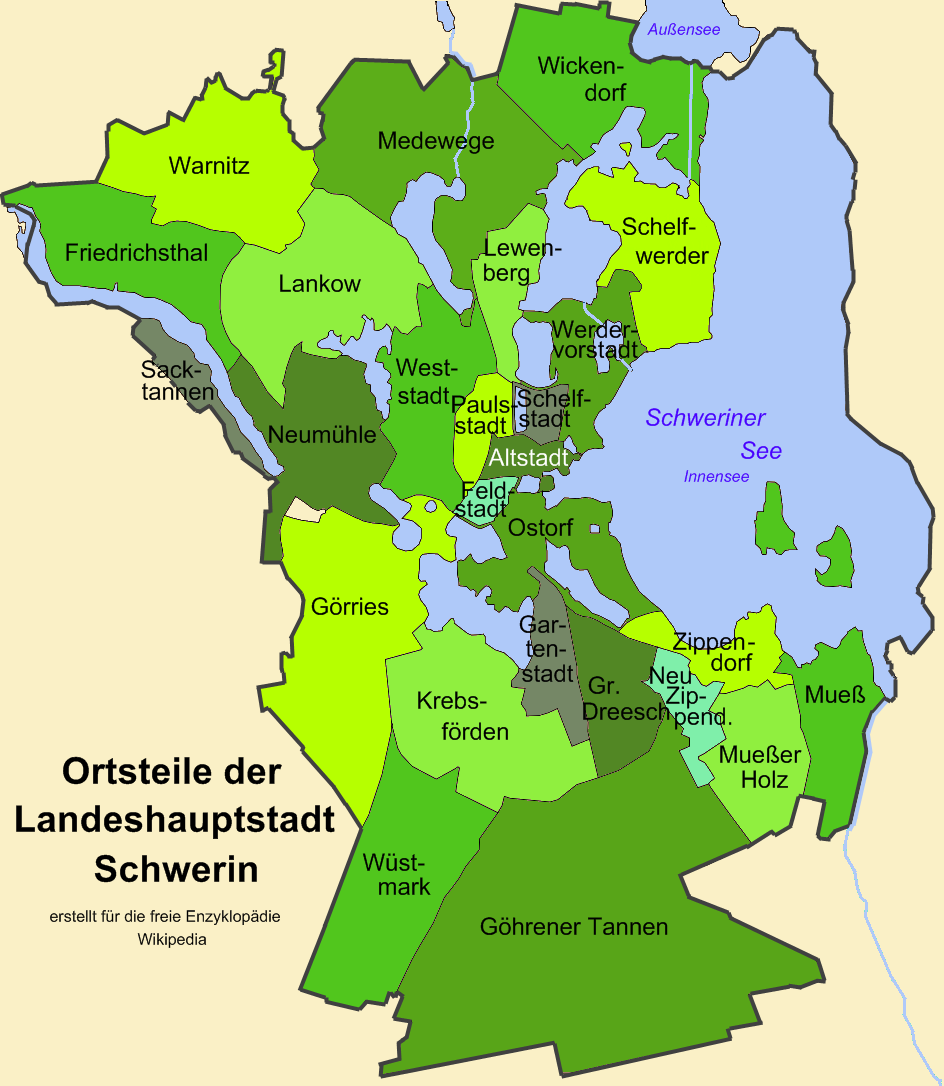
Mappa degli Ortsteile di Schwerin.

I 18 Ortsteile (con i rispettivi Stadtteilen) in cui è suddivisa Schwerin sono:
- Ortsteil 1: Schelfstadt, Werdervorstadt, Schelfwerder.
- Ortsteil 2: Altstadt, Feldstadt, Paulsstadt, Lewenberg.
- Ortsteil 3: Großer Dreesch (ex Dreesch I).
- Ortsteil 4: Neu Zippendorf (ex Dreesch II).
- Ortsteil 5: Mueßer Holz (ex Dreesch III).
- Ortsteil 6: Gartenstadt, Ostorf (ex Haselholz, Ostorf).
- Ortsteil 7: Lankow.
- Ortsteil 8: Weststadt.
- Ortsteil 9: Krebsförden.
- Ortsteil 10: Wüstmark, Göhrener Tannen.
- Ortsteil 11: Görries.
- Ortsteil 12: Friedrichsthal.
- Ortsteil 13: Neumühle, Sacktannen.
- Ortsteil 14: Warnitz.
- Ortsteil 15: Wickendorf.
- Ortsteil 16: Medewege.
- Ortsteil 17: Zippendorf.
- Ortsteil 18: Mueß.

A sud del quartiere di Neumühle si trova un'enclave di circa 12 ettari, appartenente al comune di Klein Rogahn.

## Amministrazione

### Gemellaggi
- Vaasa, dal 1965
- Reggio Emilia, dal 1966
- Wuppertal, dal 1987
- Tallinn, dal 1993
- Odense, dal 1995
- Piła, dal 1996
- Milwaukee, dal 1997
- Växjö, dal 1999